# 竇景庸
竇 景庸（とう けいよう、生年不詳 - 1093年）は、遼（契丹）の政治家。中京大定府の人。

## 経歴
中書令竇振の子として生まれた。聡明で学問を好んだ。清寧年間、進士に及第し、秘書省校書郎に任じられ、少府少監に累進した。
咸雍6年（1070年）、枢密直学士の位を受け、まもなく知漢人行宮副部署事となった。太安初年、南院枢密副使に転じ、監修国史・知枢密院事をつとめ、同徳功臣の称号を賜り、陳国公に封じられた。病のため致仕を願い出たが、聞き入れられず、太子太保の位を加えられた。太安6年（1090年）、武定軍節度使に任じられた。刑事裁判の公正さで知られた。
太安7年（1091年）、中京留守に任じられた。太安9年（1093年）、死去した。諡は粛憲といった。
子の竇瑜は、三司副使となった。

## 伝記資料
- 『遼史』巻97 列伝第27